# 夏堃
夏堃（1928年—），天津人，中国男子篮球运动员、教练，现任中国篮球协会顾问组成员。1999年被评为新中国篮球50杰。夏堃在担任篮球教练期间曾多次带队获得全国比赛冠军。